# طرزانا، لوس أنجلوس
طرزانا (بالإنجليزية: Tarzana)‏ هو حي في الضواحي في منطقة وادي سان فيرناندو في لوس أنجلوس، كاليفورنيا. تقع طرزانا في موقع مزرعة سابقة يملكها المؤلف إدغار رايس بوروز. سُميت على اسم بطل الغابة الخيالي طرزان.

## الجغرافيا
حي طرزانا، الذي تبلغ مساحته 8.79 ميلاً مربعاً (22.8 كم 2)، يحده من الجنوب منتزه توبانجا ستيت بارك، ومن الشرق حي إنسينو، ومن الشمال حي ريسيدا، ومن الغرب حي وودلاند هيلز.
يمثل شارع النصر الحافة الشمالية للحي، شارع ليندلي في الشرق، جادة كوربين، جادة أوكدال، في الغرب، ومتنزه توبانجا الحكومي في الجنوب.

## السكان
أحصى تعداد الولايات المتحدة 35502 شخصًا يعيشون في طرزانا في عام 2000، وقدرت لوس أنجلوس عدد سكان الحي بـ 37778 في عام 2008. كان هناك 4038 شخصًا لكل ميل مربع، من بين أدنى كثافة سكانية في المدينة.
وفقًا لتعداد الولايات المتحدة لعام 2000، كان التكوين العرقي في الغالب من البيض (70.7٪)، يليه الآسيويون (5٪) والسود أو الأمريكيون من أصل أفريقي (3.6٪). اعتبرت صحيفة لوس أنجلوس تايمز المنطقة "متنوعة إلى حد ما". 35.1٪ من السكان هم من المولودين في الخارج، مع الإيرانيين (10.3٪) والروس (9.1٪) كأكثر الأجداد شيوعًا.

## التعليم
حصل ما مجموعه 40.3 ٪ من سكان طرزانا الذين تتراوح أعمارهم بين 25 وما فوق على شهادة لمدة أربع سنوات. النسب المئوية لأولئك المقيمين الحاصلين على درجة البكالوريوس أو درجة الماجستير مرتفعة أيضًا في المقاطعة.

## مشاهير الحي
- مارك أنتوني، مغني.
- كريس براون، مغني.
- جيسون ديرولو، مغني.
- سيلينا غوميز، مغنية.
- هيلي ستاينفيلد، ممثلة.
- دوجا كات، مغنية.